# Saint-Jean-d'Heurs
Pour les articles homonymes, voir Saint-Jean.
Saint-Jean-d'Heurs est une commune française, située dans le département du Puy-de-Dôme en région Auvergne-Rhône-Alpes.

## Géographie

### Localisation
Saint-Jean-d'Heurs est située à l'est du département du Puy-de-Dôme, entre Lezoux et Thiers.
|        | Orléat             |              |
| Lezoux | Saint-Jean-d'Heurs | Peschadoires |
|        | Bort-l'Étang       |              |

### Climat
Pour des articles plus généraux, voir Climat d'Auvergne-Rhône-Alpes et Climat du Puy-de-Dôme.
En 2010, le climat de la commune est de type climat océanique dégradé des plaines du Centre et du Nord, selon une étude du Centre national de la recherche scientifique s'appuyant sur une série de données couvrant la période 1971-2000. En 2020, Météo-France publie une typologie des climats de la France métropolitaine dans laquelle la commune est exposée à un climat de montagne ou de marges de montagne et est dans la région climatique  Nord-est du Massif Central, caractérisée par une pluviométrie annuelle de 800 à 1 200 mm, bien répartie dans l’année. 
Pour la période 1971-2000, la température annuelle moyenne est de 11,2 °C, avec une amplitude thermique annuelle de 16,5 °C. Le cumul annuel moyen de précipitations est de 846 mm, avec 10 jours de précipitations en janvier et 7,8 jours en juillet. Pour la période 1991-2020, la température moyenne annuelle observée sur la station météorologique de Météo-France la plus proche, « Courpière », sur la commune de Courpière à 10 km à vol d'oiseau, est de 11,8 °C et le cumul annuel moyen de précipitations est de 876,9 mm,. Pour l'avenir, les paramètres climatiques de la commune estimés pour 2050 selon différents scénarios d'émission de gaz à effet de serre sont consultables sur un site dédié publié par Météo-France en novembre 2022.

## Urbanisme

### Typologie
Au 1er janvier 2024, Saint-Jean-d'Heurs est catégorisée commune rurale à habitat dispersé, selon la nouvelle grille communale de densité à sept niveaux définie par l'Insee en 2022.
Elle est située hors unité urbaine. Par ailleurs la commune fait partie de l'aire d'attraction de Clermont-Ferrand, dont elle est une commune de la couronne,. Cette aire, qui regroupe 209 communes, est catégorisée dans les aires de 200 000 à moins de 700 000 habitants,.

### Occupation des sols
L'occupation des sols de la commune, telle qu'elle ressort de la base de données européenne d’occupation biophysique des sols Corine Land Cover (CLC), est marquée par l'importance des territoires agricoles (66,6 % en 2018), une proportion identique à celle de 1990 (66,6 %). La répartition détaillée en 2018 est la suivante : prairies (58,3 %), forêts (33,4 %), zones agricoles hétérogènes (8,3 %). L'évolution de l’occupation des sols de la commune et de ses infrastructures peut être observée sur les différentes représentations cartographiques du territoire : la carte de Cassini (XVIIIe siècle), la carte d'état-major (1820-1866) et les cartes ou photos aériennes de l'IGN pour la période actuelle (1950 à aujourd'hui).

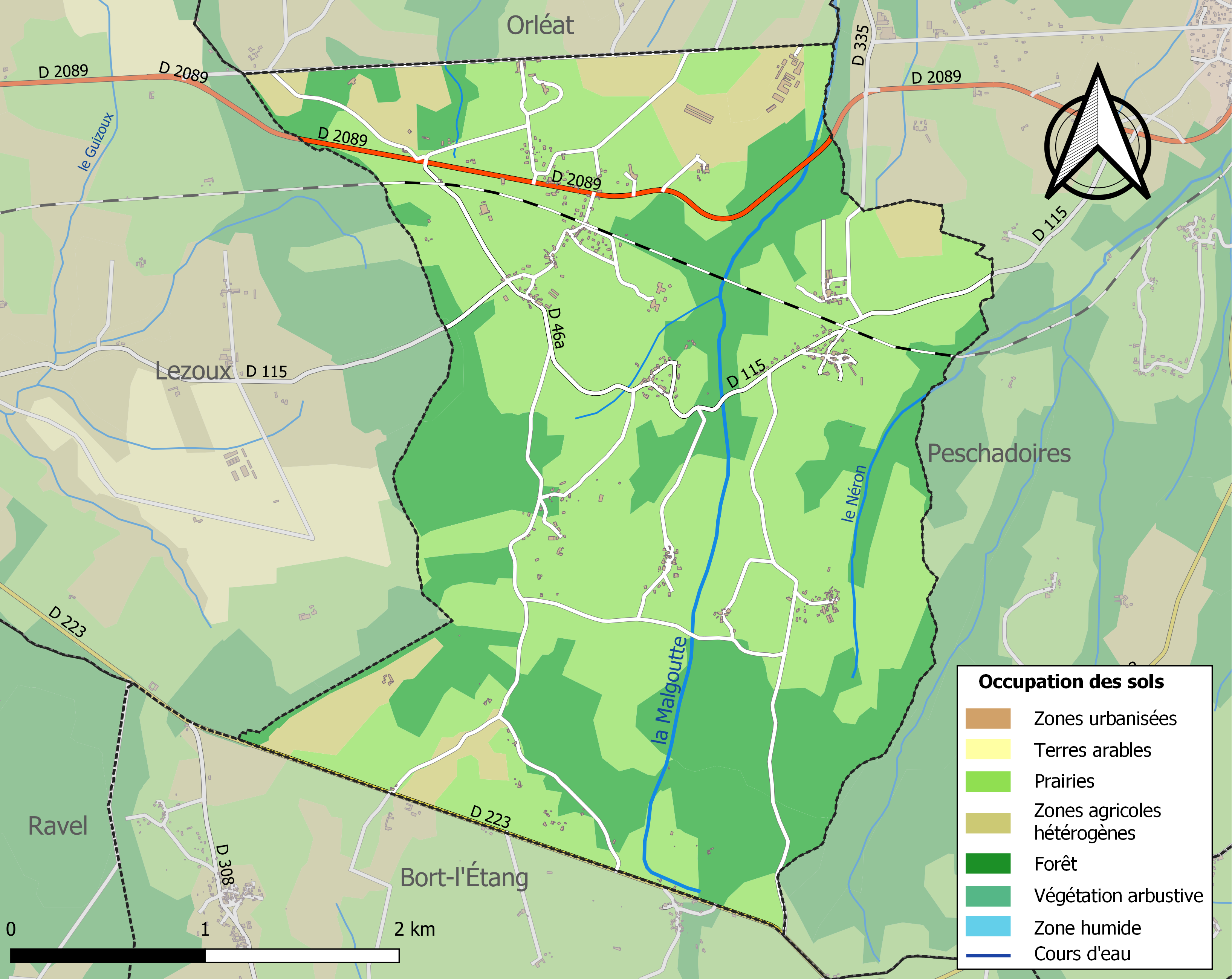
Carte des infrastructures et de l'occupation des sols de la commune en 2018 (CLC).

### Lieux-dits et écarts
La commune est composée de vingt lieux-dits dont La Maison Blanche (au nord), Valadier (à l'ouest), Coutat (à l'ouest), Courtade (à l'est) et Missonnet (au sud-est),.

### Voies de communication et transports

#### Voies routières
La commune est limitée au nord par la voie romaine et est traversée par la route départementale (RD) 2089, ancienne route nationale 89 reliant Clermont-Ferrand et Lezoux (à l'ouest) à Pont-de-Dore (commune de Peschadoires) et Thiers (à l'est), et au sud par la RD 223 reliant Lezoux au nord-ouest et Courpière au sud-est,.
Le territoire communal est également traversé par les routes départementales 46a et 115,.

#### Transports ferroviaires
La ligne de Clermont-Ferrand à Saint-Just-sur-Loire passe sur le territoire communal de Saint-Jean-d'Heurs. Les gares les plus proches sont celles de Lezoux et de Pont-de-Dore, desservies par les TER Auvergne-Rhône-Alpes reliant Clermont-Ferrand à Thiers.

#### Transports en commun
Saint-Jean-d'Heurs est desservie par les lignes P01 (Chabreloche ↔ Clermont-Ferrand) et P02 (Arlanc ↔ Ambert ↔ Clermont-Ferrand) du réseau de transports interurbains Cars Région Puy-de-Dôme, géré par la région Auvergne-Rhône-Alpes. La ligne urbaine 11 du SMTUT dessert également la commune. Seul le lieu-dit La Maison Blanche, situé sur la RD 2089, est desservi par ces autocars.

## Histoire
Au cours de la période révolutionnaire de la Convention nationale (1792-1795), la commune a porté le nom de Heurs.

## Politique et administration

### Administration municipale
Le conseil municipal de Saint-Jean-d'Heurs est composé de quinze membres.

### Liste des maires
| Période                                  | Période                        | Identité             | Étiquette | Qualité  |
| ---------------------------------------- | ------------------------------ | -------------------- | --------- | -------- |
| Les données manquantes sont à compléter. |                                |                      |           |          |
| 1971                                     | 1989                           | Henri Delaigue       |           |          |
| 1989                                     | 1995                           | Roger Castel         |           |          |
| 1995                                     | 2001                           | Jacques Berthot      |           |          |
| mars 2001                                | septembre 2007                 | Jean Marcel Genestas |           |          |
| octobre 2007                             | mars 2014                      | Daniel Grand         |           |          |
| mars 2014 (réélu en 2020)                | En cours (au 9 septembre 2020) | Bernard Frasiak,     |           | Retraité |

## Population et société

### Démographie
L'évolution du nombre d'habitants est connue à travers les recensements de la population effectués dans la commune depuis 1793. Pour les communes de moins de 10 000 habitants, une enquête de recensement portant sur toute la population est réalisée tous les cinq ans, les populations de référence des années intermédiaires étant quant à elles estimées par interpolation ou extrapolation. Pour la commune, le premier recensement exhaustif entrant dans le cadre du nouveau dispositif a été réalisé en 2006.

En 2022, la commune comptait 698 habitants, en évolution de +6,24 % par rapport à 2016 (Puy-de-Dôme : +2,1 %, France hors Mayotte : +2,11 %).
| 1793 | 1800 | 1806 | 1821 | 1831 | 1836 | 1841 | 1846 | 1851 |
| ---- | ---- | ---- | ---- | ---- | ---- | ---- | ---- | ---- |
| 357  | 264  | 415  | 249  | 406  | 482  | 490  | 491  | 514  |

| 1856 | 1861 | 1866 | 1872 | 1876 | 1881 | 1886 | 1891 | 1896 |
| ---- | ---- | ---- | ---- | ---- | ---- | ---- | ---- | ---- |
| 482  | 436  | 424  | 474  | 463  | 478  | 497  | 440  | 450  |

| 1901 | 1906 | 1911 | 1921 | 1926 | 1931 | 1936 | 1946 | 1954 |
| ---- | ---- | ---- | ---- | ---- | ---- | ---- | ---- | ---- |
| 428  | 415  | 403  | 356  | 322  | 346  | 286  | 283  | 267  |

| 1962 | 1968 | 1975 | 1982 | 1990 | 1999 | 2006 | 2011 | 2016 |
| ---- | ---- | ---- | ---- | ---- | ---- | ---- | ---- | ---- |
| 255  | 238  | 294  | 388  | 505  | 508  | 564  | 633  | 657  |

| 2021 | 2022 | - | - | - | - | - | - | - |
| ---- | ---- | - | - | - | - | - | - | - |
| 687  | 698  | - | - | - | - | - | - | - |

## Culture locale et patrimoine

### Patrimoine naturel
La commune de Saint-Jean-d'Heurs est adhérente du parc naturel régional Livradois-Forez.

### Personnalités liées à la commune
- Alexandre Chassaigne-Goyon (1814-1903), maire de Thiers, député du Puy-de-Dôme, préfet de la Marne, châtelain de La Gagère.
- Paul Chassaigne-Goyon (1855-1936), maire de Bort-l'Étang, préfet de la Marne et député de la Seine, châtelain de La Gagère.

### Héraldique
| Blason de Saint-Jean-d'Heurs | Blason  | De gueules au cerf passant d'argent; au chef d'or chargé de trois feuilles de chêne de sinople. |
| Blason de Saint-Jean-d'Heurs | Détails | Le statut officiel du blason reste à déterminer.                                                |